# Fodt til å Herske
Fodt til å Herske (nor: Nacido para dominar) es el primer álbum musical oficial de larga duración del artista noruego Mortiis, lanzado originalmente por el sello discográfico Malicious Records en 1993.
El disco, publicado en 1993 en vinilo, está compuesto de una canción, titulada como el álbum, con una duración de 53:00 minutos aproximadamente, que se divide en dos pistas.
Se ha reeditado por varios sellos discográficos, como Dark Dungeon o Earache.

## Lista de canciones
Lado A
1. "Fodt til å Herske" (Pt. 1) (27:37)

Lado B
1. "Fodt til å Herske" (Pt. 2) (25:23)